# 西烏爾特市

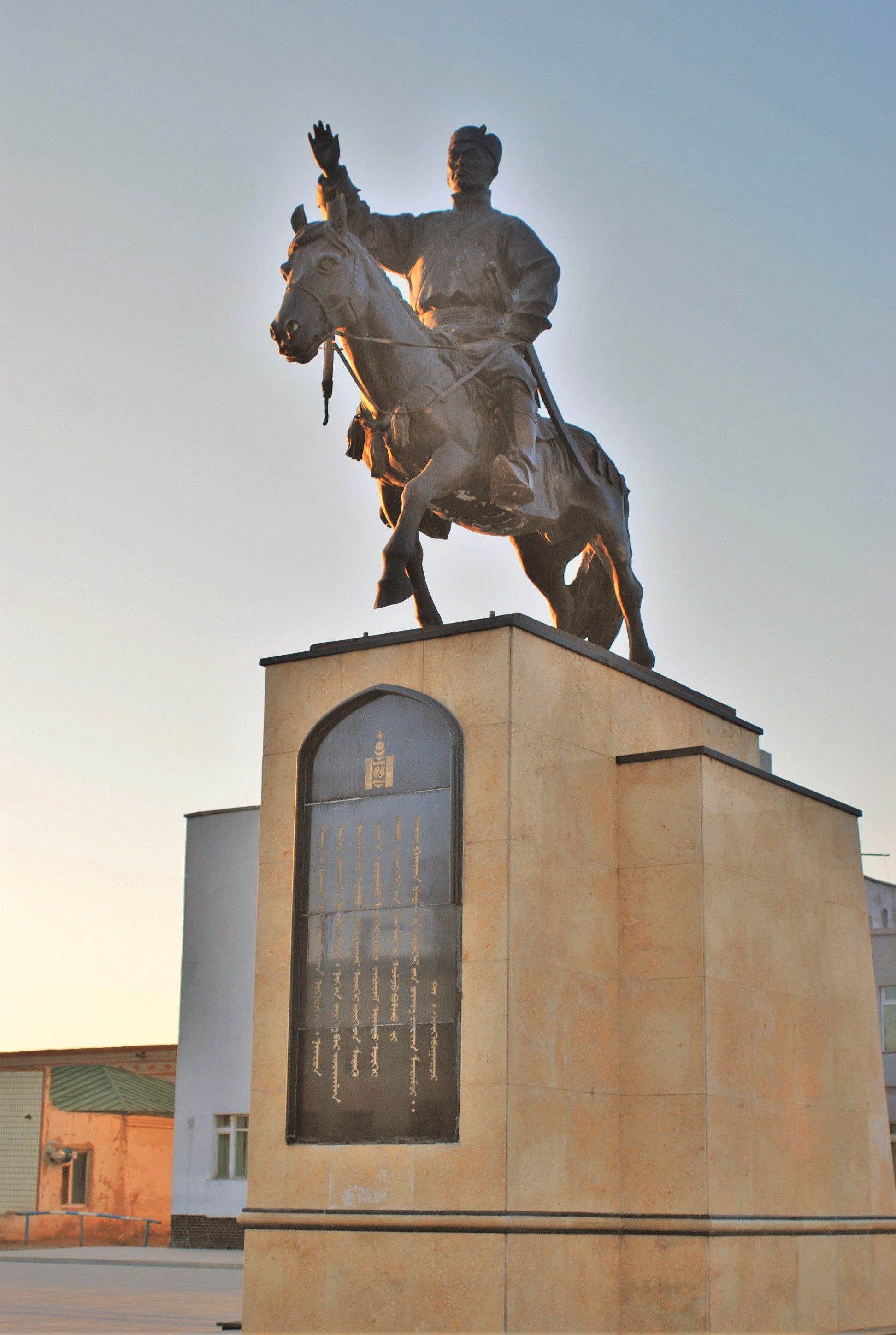

西烏爾特（ᠪᠠᠷᠠᠭᠤᠨ ᠤᠷᠲᠤ）是蒙古国的城市，位於該國東部，也是蘇赫巴托省的首府，面積59平方公里，海拔高度981米，由於受半乾旱氣候影響，每年平均降雨量204毫米，2010年人口14,297。
46°40′53″N 113°16′49″E / 46.68139°N 113.28028°E